# Indianapolis 500 1912

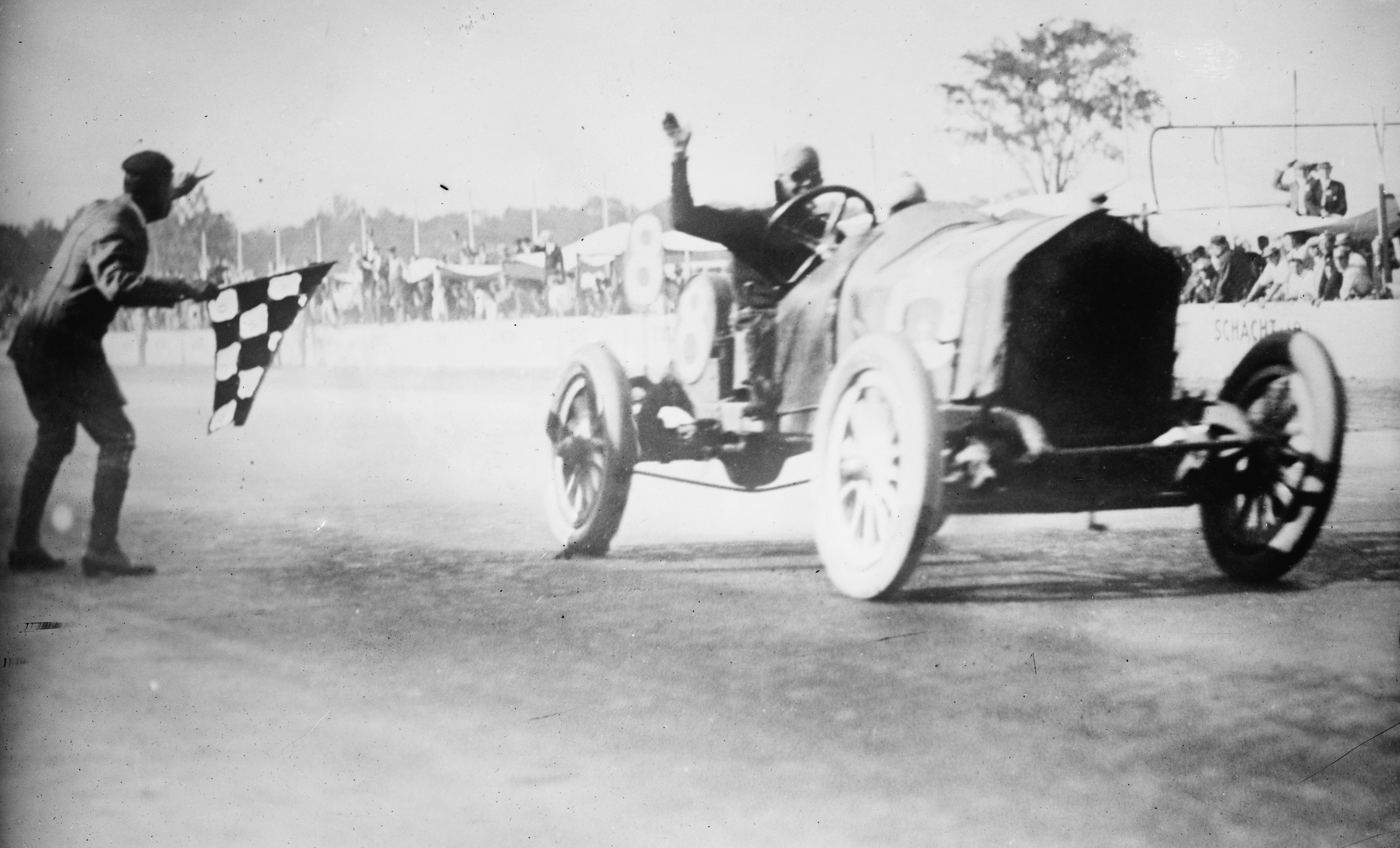
Joe Dawson bei der Zieldurchfahrt

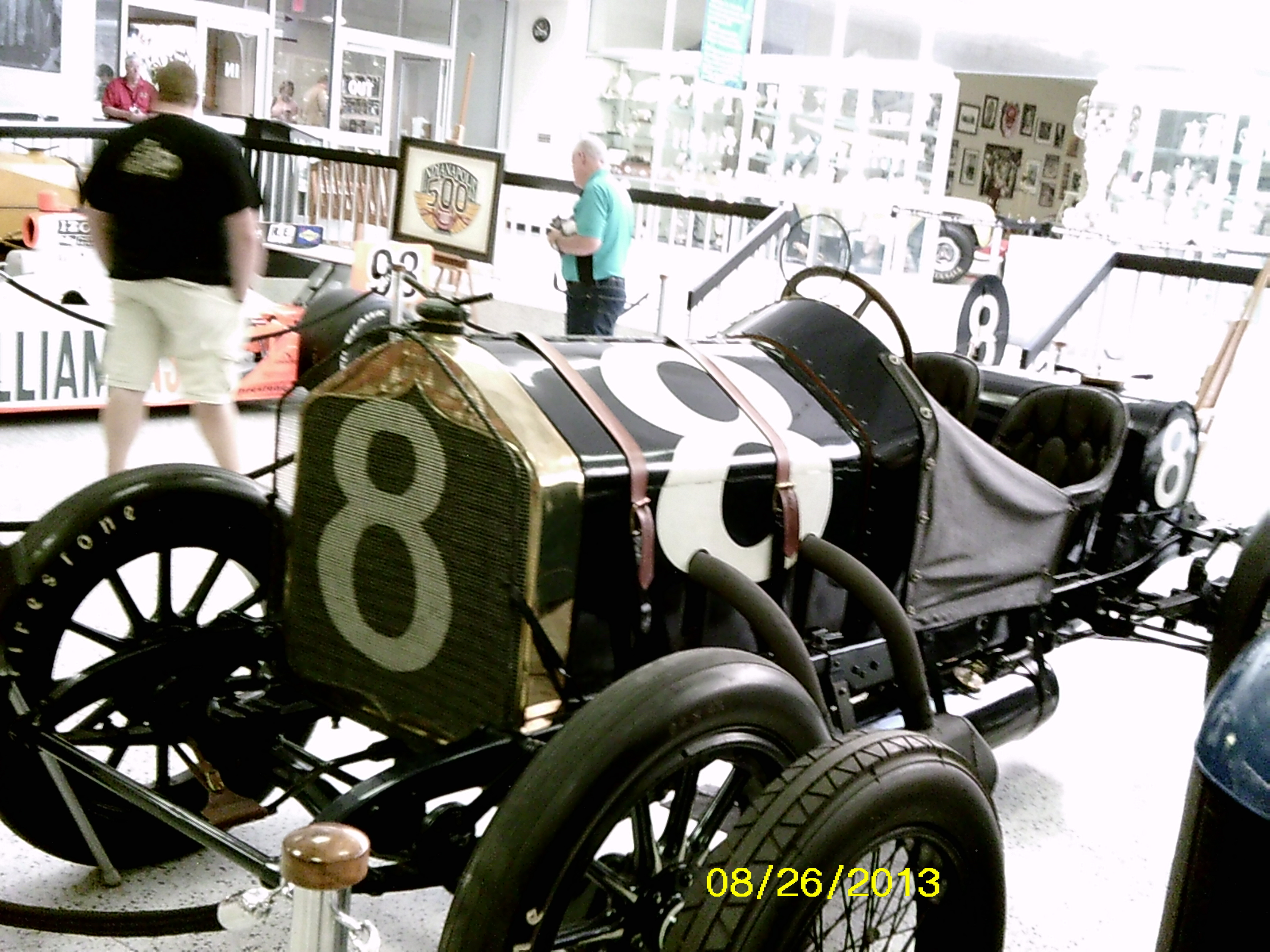
Das Sieger-Fahrzeug befindet sich heutzutage im Streckenmuseum.

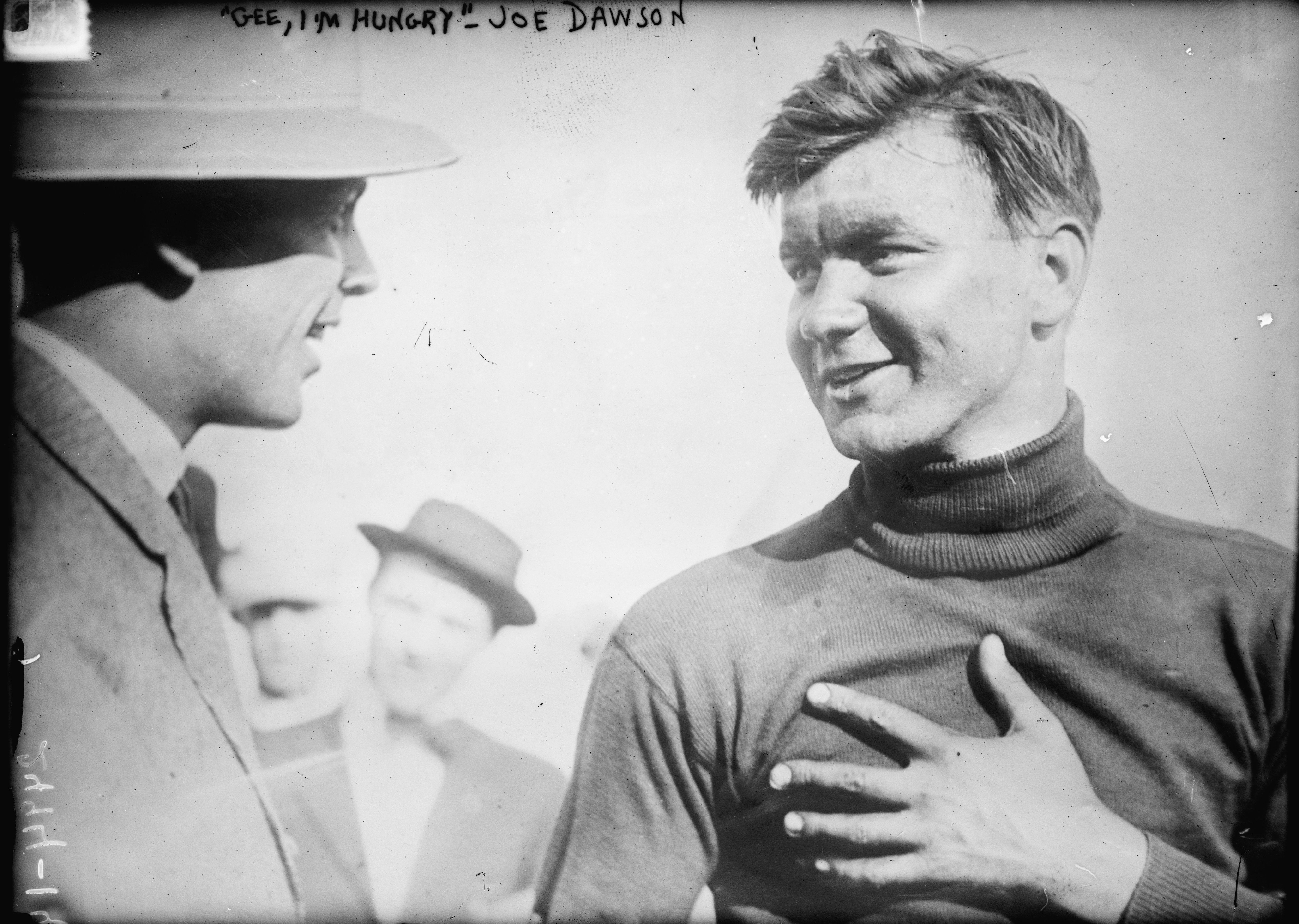
Joe Dawson nach dem Rennen

Das 1912 Indianapolis 500-Mile Race (auch International 500-Mile Sweepstakes Race) war das zweite Indianapolis 500 in der Geschichte. Es fand am 30. Mai 1912 auf dem Indianapolis Motor Speedway statt.

## Hintergrund
Nachdem Ray Harroun im Jahre zuvor das erste Indianapolis 500 als einziger Fahrer in einem Einsitzer Marmon Wasp gewonnen hatte, wurden neue Regeln eingeführt. Nun war es Pflicht, dass ein Mechaniker, ein sogenannter „riding mechanic“, auf dem Beifahrersitz mitfuhr. Der maximale Hubraum von 600 Kubikzoll (9,83 Liter) wurde beibehalten. Die Qualifikation wurde geändert. 1911 ging die Qualifikation über eine Distanz von 0,75 Meilen. Nun mussten die Fahrer zeigen, dass sie eine komplette Runde (2,5 Meilen) mit einer Geschwindigkeit von mindestens 75 mph (120,7 km/h) fahren konnten. 29 Fahrzeuge waren für das Rennen gemeldet, wobei sich 24 Fahrzeuge für das Rennen qualifizierten. David Bruce-Brown fuhr die schnellste Runde mit einer Durchschnittsgeschwindigkeit von 88,45 mph (142,35 km/h). Jedoch war es auch in diesem Jahr so, dass die Qualifikation lediglich zur Teilnahme berechtigte. Die Startaufstellung wurde nach dem Datum des Eingangs der Anmeldung bestimmt. Die Startaufstellung wurde für das Rennen ebenfalls verändert. Neu starteten fünf Fahrer in einer Reihe, wobei die letzte Reihe mit den verbleibenden vier Fahrern aufgefüllt wurde.
Das Preisgeld wurde im Vergleich zum Vorjahr beinahe verdoppelt und betrug 50.000 US-Dollar (nach heutiger Kaufkraft 1.440.000 US-Dollar).

## Rennen
Beim Start ging der in der Mitte der ersten Reihe gestartete Teddy Tetzlaff in Führung, wobei er für zwei Runden an erster Stelle in seinem Fiat blieb, bevor er vom Mercedes von Ralph DePalma überholt wurde. DePalma (mit Mechaniker Rupert Jeffkins als Beifahrer) dominierte das Rennen nach Belieben und blieb für die nächsten 194 Runden problemlos in Führung, wobei er sich einen Vorsprung von fünfeinhalb Runden, also elf Minuten, auf den Führenden herausfuhr. Doch in Runde 197 begannen Fehlzündungen aufzutreten und das Auto begann bei der Ausfahrt aus Kurve 4 langsamer zu werden. De Palma begann das Auto in Runde 198 zu schonen und fuhr nur noch mit deutlich reduzierter Geschwindigkeit, doch auf der Gegengerade in Runde 199 ging der Motor ganz aus, nachdem eine defektes Pleuel ein Loch in das Kurbelgehäuse gerissen hatte. Mithilfe des Momentums gelang es DePalma, das Auto durch Kurve drei und vier rollen zu lassen, bevor sie auf der Start-Ziel-Geraden zum Stehen kamen. DePalma und Jeffkins stiegen darauf aus ihrem Auto und begannen, unter Applaus der 80.000 Zuschauer, ihr Fahrzeug zu stoßen. Joe Dawson und sein Mechaniker Harry Martin, die auf der 16. Position gestartet waren, den größten Teil des Rennens jedoch auf dem zweiten Platz fuhren, überholten die immer noch ihren Wagen stoßenden DePalma und Jeffkins und sicherten sich den Sieg. Dawson hatte nur zwei Runden geführt. Dies blieb bis ins Jahre 2011 und dem Sieg von Dan Wheldon, der Rekord für die wenigsten Führungsrunden eines Indianapolis 500 Siegers überhaupt. Gleichzeitig stellte DePalma den auch heute noch gültigen Rekord für die meisten Führungsrunden ohne Sieg (196 Runden) im Rennen auf.
Dawson gewann das Rennen mit einem Vorsprung von mehr als zehn Minuten auf den nun neu Zweitplatzierten Tetzlaff. DePalma und Jeffkins brachten ihr Auto zwar noch über die Linie, die Regeln besagten jedoch, dass nur Runden gewertet werden, die das Auto selbstständig absolviert hatte. Obwohl sie das Auto in die letzte Runde gestoßen hatten, wurde die 198. Runde als die letzte Runde der beiden gewertet.
Dawson hatte die 500 Meilen in einer Zeit von 6:21.06 Stunden absolviert, was einer Durchschnittsgeschwindigkeit von 78,719 mph (126,686 km/h) entspricht. Von Runde 108 bis Runde 144 hatte Don Herr, als sogenannter „relief driver“, das Fahrzeug von Dawson übernommen, ehe dieser danach wieder ans Steuer kam. Da aber Dawson das Rennen gestartet war und auch bei der Zieleinfahrt am Steuer saß, wurde Herr nicht als Sieger aufgelistet (anders als beim Indianapolis 500 1924, bei dem sowohl der Hauptfahrer, als auch der "relief driver" als Sieger angegeben wurden).
Für den Sieger gab es ein Preisgeld von 20.000 US-Dollar. Preisgeld wurde an die zehn bestplatzierten Fahrer ausbezahlt, jedoch nur, wenn man sämtliche 200 Runden absolviert hatte. Nachdem Ralph Mulford, der wegen Kupplungsproblemen mehrfach an der Box war, an zehnter Stelle liegend an den Boxen darauf hingewiesen worden war, dass er die volle Distanz absolvieren müsse, setzte dieser seine Fahrt fort. Er war zu dem Zeitpunkt der einzige Fahrer, der noch im Rennen war. Daher wechselte er an der Box auf weichere Stoßdämpfer, um die Fahrt angenehmer zu gestalten. Zudem hatte Mulford, laut einigen Berichten, auch einen Stopp eingelegt, um frittiertes Hühnchen und Speiseeis auf die Fahrt, als Abendessen, mitzunehmen. Der damalige Präsident des Indianapolis Motor Speedways, Carl Graham Fisher und der Starter des Rennens Fred Wagner begannen zu diskutieren. Wagner war der Meinung, man solle Mulford mit der Zielflagge abschwenken, wobei Fisher sich dagegen aussprach. Zum Zeitpunkt als Mulford die 200. Runde absolviert hatte, waren jedoch sowohl Fisher und Wagner, als auch die meisten Zuschauer, nach Hause gegangen. Mit einer Gesamtzeit von 8:53 Stunden hält Mulford auch heute noch den Rekord für die langsamste Zeit, in der die 500 Meilen jemals absolviert wurden.

## Resultate

### Startaufstellung
| Fahrer     | Fahrer          | Fahrer          | Far Inside         | Far Inside         | Far Inside         | Inside Center  | Inside Center  | Inside Center  | Center                                             | Center                                             | Center                                             | Outside Center   | Outside Center   | Outside Center   | Far Outside      | Far Outside      | Far Outside      |
| Zeit (min) | Geschwindigkeit | Geschwindigkeit | Far Inside         | Far Inside         | Far Inside         | Inside Center  | Inside Center  | Inside Center  | Center                                             | Center                                             | Center                                             | Outside Center   | Outside Center   | Outside Center   | Far Outside      | Far Outside      | Far Outside      |
| Zeit (min) | (mph)           | (km/h)          | Far Inside         | Far Inside         | Far Inside         | Inside Center  | Inside Center  | Inside Center  | Center                                             | Center                                             | Center                                             | Outside Center   | Outside Center   | Outside Center   | Far Outside      | Far Outside      | Far Outside      |
| Reihe 1    | Reihe 1         | Reihe 1         | Gil Andersen       | Gil Andersen       | Gil Andersen       | Len Zengel (R) | Len Zengel (R) | Len Zengel (R) | Teddy Tetzlaff                                     | Teddy Tetzlaff                                     | Teddy Tetzlaff                                     | Ralph DePalma    | Ralph DePalma    | Ralph DePalma    | Eddie Hearne     | Eddie Hearne     | Eddie Hearne     |
| Reihe 1    | Reihe 1         | Reihe 1         | 1:51.21            | 80,93              | 130,24             | 1:54.14        | 78,85          | 126,90         | 1:46.84                                            | 84,24                                              | 135,57                                             | 1:44.63          | 86,02            | 138,44           | 1:49.96          | 81,85            | 131,72           |
| Reihe 2    | Reihe 2         | Reihe 2         | Spencer Wishart    | Spencer Wishart    | Spencer Wishart    | Joe Dawson     | Joe Dawson     | Joe Dawson     | Howard Wilcox                                      | Howard Wilcox                                      | Howard Wilcox                                      | Harry Knight     | Harry Knight     | Harry Knight     | Bert Dingley (R) | Bert Dingley (R) | Bert Dingley (R) |
| Reihe 2    | Reihe 2         | Reihe 2         | 1:47.21            | 83,95              | 135,10             | 1:44.49        | 86,13          | 138,61         | 1:43.21                                            | 87,20                                              | 140,33                                             | 1:58.55          | 75,92            | 122,18           | 1:51.43          | 80,77            | 129,99           |
| Reihe 3    | Reihe 3         | Reihe 3         | Johnny Jenkins (R) | Johnny Jenkins (R) | Johnny Jenkins (R) | Bob Burman     | Bob Burman     | Bob Burman     | Eddie Rickenbacker (R) Qualifiziert von Lee Frayer | Eddie Rickenbacker (R) Qualifiziert von Lee Frayer | Eddie Rickenbacker (R) Qualifiziert von Lee Frayer | Billy Liesaw (R) | Billy Liesaw (R) | Billy Liesaw (R) | Bill Endicott    | Bill Endicott    | Bill Endicott    |
| Reihe 3    | Reihe 3         | Reihe 3         | 1:51.36            | 80,82              | 130,07             | 1:47.00        | 84,11          | 135,36         | 1:56.43                                            | 77,30                                              | 124,40                                             | 1:56.11          | 77,51            | 124,74           | 1:51.70          | 80,57            | 129,66           |
| Reihe 4    | Reihe 4         | Reihe 4         | Ralph Mulford      | Ralph Mulford      | Ralph Mulford      | Hughie Hughes  | Hughie Hughes  | Hughie Hughes  | Joe Horan (R)                                      | Joe Horan (R)                                      | Joe Horan (R)                                      | Mel Marquette    | Mel Marquette    | Mel Marquette    | Len Ormsby (R)   | Len Ormsby (R)   | Len Ormsby (R)   |
| Reihe 4    | Reihe 4         | Reihe 4         | 1:42.41            | 87,88              | 141,43             | 1:50.01        | 81,81          | 131,66         | 1:51.83                                            | 80,48                                              | 129,52                                             | 1:55.27          | 78,08            | 125,66           | 1:47.03          | 84,09            | 135,33           |
| Reihe 5    | Reihe 5         | Reihe 5         | Joe Matson (R)     | Joe Matson (R)     | Joe Matson (R)     | Charlie Merz   | Charlie Merz   | Charlie Merz   | David Bruce-Brown                                  | David Bruce-Brown                                  | David Bruce-Brown                                  | Louis Disbrow    | Louis Disbrow    | Louis Disbrow    |                  |                  |                  |
| Reihe 5    | Reihe 5         | Reihe 5         | 1:52.64            | 79,90              | 128,59             | 1:54.10        | 78,88          | 126,95         | 1:41.75                                            | 88,45                                              | 142,35                                             | 1:57.59          | 76,54            | 123,18           |                  |                  |                  |

### Rennergebnis
| Pos. | Fahrer             | Konstrukteur       | Runden | Zeit (h:m:s) | Start | Ausfallgrund          |
| ---- | ------------------ | ------------------ | ------ | ------------ | ----- | --------------------- |
| 01   | Joe Dawson         | National           | 200    | 6:21:06      | 7     |                       |
| 02   | Teddy Tetzlaff     | Fiat               | 200    | + 0:10:23    | 3     |                       |
| 03   | Hughie Hughes      | Mercer             | 200    | + 0:12:03    | 17    |                       |
| 04   | Charlie Merz       | Stutz              | 200    | + 0:13:34    | 22    |                       |
| 05   | Bill Endicott      | Schacht            | 200    | + 0:25:22    | 5     |                       |
| 06   | Len Zengel         | Stutz              | 200    | + 0:29:22    | 2     |                       |
| 07   | Johnny Jenkins     | White              | 200    | + 0:31:32    | 11    |                       |
| 08   | Joe Horan          | Lozier             | 200    | + 0:38:32    | 18    |                       |
| 09   | Howard Wilcox      | National           | 200    | + 0:50:24    | 8     |                       |
| 10   | Ralph Mulford      | Knox               | 200    | + 2:31:54    | 16    |                       |
| 11   | Ralph DePalma      | Mercedes           | 198    | DNF          | 4     | Kurbelgehäuse         |
| 12   | Bob Burman         | Cutting            | 157    | DNF          | 12    | Unfall                |
| 13   | Bert Dingley       | Simplex            | 116    | DNF          | 10    | Kurbelgehäuse         |
| 14   | Joe Matson         | Lozier             | 110    | DNF          | 21    | Kurbelwelle           |
| 15   | Spencer Wishart    | Mercedes           | 82     | DNF          | 6     | Wasser                |
| 16   | Gil Andersen       | Stutz              | 80     | DNF          | 1     | Unfall                |
| 17   | Billy Liesaw       | Marquette-Buick    | 72     | DNF          | 14    | Feuer                 |
| 18   | Louis Disbrow      | Case               | 67     | DNF          | 24    | Differenzial          |
| 19   | Mel Marquette      | McFarlan           | 63     | DNF          | 19    | Reifen                |
| 20   | Eddie Hearne       | Case               | 55     | DNF          | 5     | Durchgebranntes Lager |
| 21   | Eddie Rickenbacker | Firestone-Columbus | 43     | DNF          | 13    | Einlassventil         |
| 22   | David Bruce-Brown  | National           | 25     | DNF          | 23    | Ventil                |
| 23   | Harry Knight       | Lexington          | 6      | DNF          | 9     | Motor                 |
| 24   | Len Ormsby         | Opel               | 5      | DNF          | 20    | Kurbelgehäuse         |